# Tour de France 2009/16. Etappe
Die 16. Etappe der Tour de France 2009 am 21. Juli führte nach dem zweiten Ruhetag der drei Wochen über 159 km von Martigny in der Schweiz über Italien nach Bourg-Saint-Maurice. Nach etwa 30 Kilometern wurde in 2.469 Metern die Passhöhe des Grossen St. Bernhard mit einer mittleren Steigung von 6,2 % erreicht (als Hors Catégorie bewertet und mit einem Sonderpreis für den Ersten ausgestattet), um dann durch das italienische Aosta-Tal wieder zum Kleinen St. Bernhard auf 2.188 m Höhe aufzusteigen. Die Etappe endete mit der Abfahrt ins französische Bourg-Saint-Maurice im Isèretal und enthielt zwei Zwischensprints und die beiden Bergwertungen. Nachdem beim Anstieg zum Kleinen St. Bernhard der Angriff von Andy und Fränk Schleck von Alberto Contador erfolglos war, gelang es Lance Armstrong wieder an Contador heranzufahren.
Für die baskische Mannschaft Euskaltel holte Mikel Astarloza den ersten Etappensieg seit Iban Mayo in L’Alpe d’Huez 2003. Das Hauptfeld fing die acht Ausreißer am Ende nicht mehr ein, und die Favoriten kamen somit 59 Sekunden nach dem Sieger Astarloza ins Ziel, wobei der in der Gesamtwertung weit zurückliegende Franzose Christophe Moreau als Neunter direkt vor dem Gesamtführenden Alberto Contador ins Ziel kam. Größter Verlierer war als Cadel Evans, der Tour-Zweiter von 2007 und 2008 verlor 3:55 min auf Astarloza und 2:56 min auf die anderen Favoriten.

## Positive Doping-Probe
Am 31. Juli 2009 wurde bekannt, dass der Sieger der Etappe, Astarloza, bei einer Trainingskontrolle am 26. Juni 2009 – vor Beginn der Tour de France – positiv auf das Blutdoping-Mittel EPO getestet wurde. Sofern die B-Probe dies bestätigt, droht Astarloza eine rückwirkende Sperre und damit auch die Aberkennung der Ergebnisse der Frankreich-Rundfahrt.

## Aufgaben
- 39 Jens Voigt – Während der Etappe bei der Abfahrt vom Kleinen St.  Bernhard (DNF-Sturzverletzungen, auch am Kopf)

## Punktewertung
- 1. Zwischensprint in Sarre (Kilometer 78,5) (631 m ü. NN)

| Erster  | Franco Pellizotti | 6 Pkt. |
| Zweiter | Wladimir Karpez   | 4 Pkt. |
| Dritter | Gorka Verdugo     | 2 Pkt. |
- 2. Zwischensprint in Pré-Saint-Didier (Kilometer 106) (1052 m ü. NN)

| Erster  | Nicolas Roche   | 6 Pkt. |
| Zweiter | Nicolas Vogondy | 4 Pkt. |
| Dritter | Gorka Verdugo   | 2 Pkt. |
- Ziel in Bourg-Saint-Maurice (Kilometer 159) (862 m ü. NN)

| Erster   | Mikel Astarloza       | 20 Pkt. |
| Zweiter  | Sandy Casar           | 17 Pkt. |
| Dritter  | Pierrick Fédrigo      | 15 Pkt. |
| Vierter  | Nicolas Roche         | 13 Pkt. |
| Fünfter  | Jurgen Van Den Broeck | 12 Pkt. |
| Sechster | Amaël Moinard         | 10 Pkt. |
| Siebter  | Franco Pellizotti     | 9 Pkt.  |
| Achter   | Stéphane Goubert      | 8 Pkt.  |
| Neunter  | Christophe Moreau     | 7 Pkt.  |
| Zehnter  | Alberto Contador      | 6 Pkt.  |
| 11.      | Vincenzo Nibali       | 5 Pkt.  |
| 12.      | Lance Armstrong       | 4 Pkt.  |
| 13.      | Bradley Wiggins       | 3 Pkt.  |
| 14.      | Andreas Klöden        | 2 Pkt.  |
| 15.      | Rigoberto Urán        | 1 Pkt.  |

## Bergwertungen
- Grosser St. Bernhard, Hors Catégorie;  (Kilometer 40,5) (2473 m ü. NN; 24,2 km à 6,2 %)

| Erster   | Franco Pellizotti1) | 20 Pkt. |
| Zweiter  | Wladimir Karpez     | 18 Pkt. |
| Dritter  | Pierrick Fédrigo    | 16 Pkt. |
| Vierter  | Sandy Casar         | 14 Pkt. |
| Fünfter  | Igor Antón          | 12 Pkt. |
| Sechster | Jens Voigt          | 10 Pkt. |
| Siebter  | Mikel Astarloza     | 8 Pkt.  |
| Achter   | Peter Velits        | 7 Pkt.  |
| Neunter  | Laurens ten Dam     | 6 Pkt.  |
| Zehnter  | Stéphane Goubert    | 5 Pkt.  |
- Kleiner Sankt Bernhard, Kategorie 1 (Kilometer 128) (2188 m ü. NN; 22,6 km à 5,1 %)

| Erster   | Franco Pellizotti          | 30 Pkt. |
| Zweiter  | Jurgen Van Den Broeck      | 26 Pkt. |
| Dritter  | Mikel Astarloza            | 22 Pkt. |
| Vierter  | Amaël Moinard              | 18 Pkt. |
| Fünfter  | Pierrick Fédrigo           | 16 Pkt. |
| Sechster | Sandy Casar                | 14 Pkt. |
| Siebter  | Stéphane Goubert           | 12 Pkt. |
| Achter   | José Ángel Gómez Marchante | 10 Pkt. |
- 1) Als erster auf dem Grossen Sankt Bernhard Gewinner des Souvenir Henri Desgrange.